# Дуб Старожил
Дуб Старожил — одно из старейших деревьев города Кирова возрастом 230 лет. Ботанический памятник природы регионального значения. Дуб произрастает внутри квартала между улицами Московская- Свободы- Спасская- Володарского (во дворе АТС). Экземпляр дуба был посажен в 1787 году и является частью первых искусственных посадок в городе. Высота ствола 21,5 метров, диаметр ствола 105 см, окружность кроны 372 м. С 1992 года является памятником природы регионального значения.